# 고마쓰정 (야마구치현)
고마쓰정(小松町)은 야마구치현 오시마군에 설치되었던 정이다. 현재의 스오오시마정에 해당한다.

## 역사
- 1889년 4월 1일 - 정촌제 시행에 의해 4촌의 구역을 가지고 고마쓰시사촌이 성립하였다.
- 1916년 6월 1일 - 정으로 승격해 고마쓰정으로 개칭되었다.
- 1952년 9월 15일 - 야시로촌과 합병해 오시마정이 성립, 동일 고마쓰정은 폐지되었다.

## 참고문헌
- 角川日本地名大辞典 35 山口県